# Букчин, Мюррей

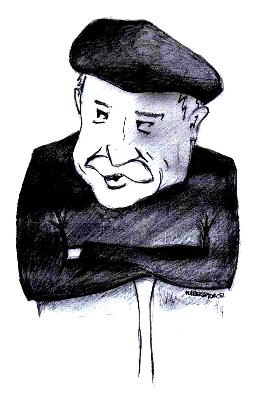

Мю́ррей Бу́кчин (англ. Murray Bookchin, 14 января 1921 — 30 июля 2006) — американский радикальный социолог, политический и социальный философ, либертарный социалист, защитник окружающей среды, атеист, оратор и публицист. Большую часть своей жизни он называл себя анархистом, хотя уже в 1995 году отказался от своей идентификации с данным движением. Пионер экологического движения, Букчин был основателем социальной экологии в рамках либертарного социализма и экологистской мысли. Он является автором более чем двух десятков книг по вопросам политики, философии, истории, урбанизации и экологии.
Букчин был антикапиталистом и красноречивым защитником идей децентрализации и деурбанизации общества. Его произведения о либертарном муниципализме и теории прямой демократии оказали влияние на зелёное движение, а также антикапиталистические группы прямого действия, такие как движение «Вернем себе улицы». Он был критиком биоцентрических теорий, таких как глубинная экология или биоцентристские идеи социобиологов, и его критические замечания в отношении зеленых, сторонников идей нью-эйджа, например Шарлин Спретнэк, явились вкладом в развитие американского зелёного движения 1990-х.

## Жизнь и творчество
Букчин родился в Нью-Йорке в семье российских евреев-иммигрантов Натана Букчина и Розы Букчиной, и с детства был пропитан марксистскими идеями. Он присоединился к Юным пионерам, молодёжной коммунистической организации, в возрасте девяти лет. Он работал на фабриках и стал устроителем Конгресса производственных профсоюзов США. В конце 1930-х он порвал со сталинизмом в пользу троцкизма, работал с группой, публиковавшей периодическое издание Проблемы современности (Contemporary Issues). Тогда же, постепенно разочаровавшись в принуждении, которое он воспринимал в качестве обычной практики марксизма-ленинизма, он становится анархистом, содействует основанию в 1950-х в Нью-Йорке Либертарной лиги. В течение 1950—1960-х годов Букчин трудился на многих рабочих должностях, включая урочные работы, как, например, железнодорожным докером. В конце 1960-х он начал преподавать в Свободном университете, контркультурном учреждении эпохи 1960-х, располагавшемся в Манхэттене. Это привело к зачислению в штат на постоянной основе в государственном колледже Рамапо в Мауа (Mahwah), Нью-Джерси. В то же самое время в 1971 году он становится сооснователем Института социальной экологии (ИСЭ) в Годдардском колледже, в Вермонте.
Его книга Our Synthetic Environment была издана под псевдонимом Льюис Хербер за шесть месяцев до «Безмолвной весны» Рэйчел Карсон. В книге описывался широкий диапазон экологических проблем, однако она удостоилась мало внимания из-за своего политического радикализма. Его инновационное эссе «Экология и революционная мысль» представляло экологию как концепт радикальной политической идеи. Другие эссе, написанные в 1960-е годы, вводили новаторские идеи экотехнологий. Читая лекции по всей территории Соединенных Штатов, он помог популяризовать понятие экологии в контркультуре. Его часто переиздаваемое эссе 1969 года «Listen, Marxist!» предупреждало Студентов за демократическое общество (тщетно) против поглощения группой марксистов. Эти и другие важные эссе 1960-х составили антологию Post-Scarcity Anarchism. В 1982 году была издана работа Букчина Экология свободы, которая оказала огромное влияние на возникавшее тогда экологическое движение, как в Соединенных Штатах, так и в других странах. Он был активным участником антиядерного Clamshell Alliance в Новой Англии, а его лекции в Германии оказали серьёзное влияние на основателей немецких Зеленых. В работе From Urbanization to Cities (первоначально изданной под заголовком The Rise of Urbanization and the Decline of Citizenship) Букчин прослеживал демократические традиции, которые повлияли на его политическую философию и определяли реализацию понятия либертарного муниципализма. Работа The Politics of Social Ecology, написанная его двадцатилетней коллегой Джанет Биэль, кратко суммирует эти идеи. В 1999 году порывает с анархизмом и переносит свои идеи в рамки системы либертарного муниципализма, хотя и продолжает развивать свои идеи о необходимости децентрализации и локализации жизни общества, власти/деньгах/влиянии, сельском хозяйстве, производстве и т. д.
С 1987 по 2000 гг. совместно с Джанет Биэль выпускал теоретический информационный бюллетень "Зелёные перспективы" (Green Perspectives), позднее переименованный в "Левые зелёные перспективы" (Left Green Perspectives).
Кроме своих политических работ, Букчин написал много о своих философских идеях, которые он называл диалектическим натурализмом. Диалектические работы Гегеля, которые ясно выражают философию, связанную с развитием изменения и роста, казалось, предоставили себя органическому, даже экологическому подходу. Хотя Гегель «имел значительное влияние» на Букчина, он ни в каком смысле не был гегельянцем. Его более поздние философские работы акцентируются на гуманизме, рационализме и идеалах Просвещения. Главной из его последних работ стала Третья Революция, четырёхтомная история либертарных элементов в европейских и американских революционных движениях.
После отставки в Рамапо он двинулся из Хобокена, Нью-Джерси, в Вермонт и посвятил своё время написанию и чтению лекций по всему миру. Он продолжал преподавать в ИСЭ до 2004. Умер Букчин в результате остановки сердца 30 июля 2006 в своем доме в Берлингтоне, Вермонт, в возрасте 85 лет.

## Идеи

### Социальная экология
В эссе, «Что такое социальная экология?» Букчин суммирует смысл социальной экологии следующим образом:
Социальная экология базируется на убеждении, что почти все наши современные экологические проблемы происходят из укоренившихся социальных проблем. Из этого следует, с этой точки зрения, что эти экологические проблемы не могут быть поняты, уже не говоря об их решении, без осторожного понимания нашего современного общества и нелогичности, которая доминирует над ним. Уточним данный момент: экономический, этнический, культурный и гендерный конфликты, среди прочих, лежат в центре самых серьезных экологических неурядиц, перед которыми мы оказываемся сегодня порознь, конечно, в отличие от тех, которые создаются стихийными бедствиями.
Работы Букчина по социальной экологии писались в течение более чем 40 лет.

### Социальный анархизм
Букчин выступал с критикой некоторых современных направлений анархизма, которые он рассматривал как анархизм образа жизни и который, по его мнению, продвигал индивидуальное удовольствие вместо революционных социальных изменений. Сюда в частности входят направленные против технического прогресса и антицивилизационные представления анархо-примитивизма.

### Либертарный муниципализм
С 1990-х и далее Букчин становился все более и более убеждён, что центр действия для создания перемен должен находиться на муниципальном уровне. В интервью с Дейвом Вэнеком в Harbinger в 2001 году он чётко сформулировал свои взгляды следующим образом: «наиважнейшая проблема состоит в том, чтобы изменить структуру общества так, чтобы люди получили власть. Лучшей площадкой для этого являются муниципалитеты — города, поселки, и деревни — где у нас есть возможность создать прямую демократию». Букчин был первым, кто использовал термин «либертарный муниципализм» для описания системы, в которой либертарные учреждения прямых демократических собраний окажутся противопоставлены и впоследствии заменят государство конфедерацией свободных муниципалитетов. Либертарный муниципализм предназначен создать такую ситуацию, в которой не смогут сосуществовать два типа власти — муниципальные конфедерации и национальное государство. Его сторонники полагают, что этими средствами возможно достигнуть рационального общества, и его структура станет организующей для общества. Последнее, по версии Букчина, должно существовать в виде свободной конфедерации, получаемые продукты – распределяться между общинами, обладающими значительной степенью автономии и автаркии, а все решения – приниматься на ассамблеях большинством.

## Сочинения

### Книги (на английском)
- Our Synthetic Environment (1962)
- Post-Scarcity Anarchism (1971 and 2004) ISBN 1-904859-06-2.
- The Limits of the City (1973) ISBN 0-06-091013-5.
- The Spanish Anarchists: The Heroic Years (1977 and 1998) ISBN 1-873176-04-X.
- Toward an Ecological Society (1980) ISBN 0-919618-98-7.
- The Ecology of Freedom: The Emergence and Dissolution of Hierarchy (1982) ISBN 1-917352-09-2.
- The Modern Crisis (1986) ISBN 0-86571-083-X.
- The Rise of Urbanization and the Decline of Citizenship (1987 and 1992)
- The Philosophy of Social Ecology: Essays on Dialectical Naturalism (1990 and 1996) Montreal: Black Rose Books.
- To Remember Spain (1994) ISBN 1-873176-87-2
- Re-Enchanting Humanity (1995) ISBN 0-304-32843-X.
- The Third Revolution. Popular Movements in the Revolutionary Era (1996—2003) London and New York: Continuum. ISBN 0-304-33594-0. (4 Volumes)
- Social Anarchism or Lifestyle Anarchism: An Unbridgeable Chasm (1997) ISBN 1-873176-83-X.
- The Politics of Social Ecology: Libertarian Municipalism (1997) Montreal: Black Rose Books. ISBN 1-55164-100-3.
- Anarchism, Marxism and the Future of the Left. Interviews and Essays, 1993—1998 (1999) Edinburgh and San Francisco: A.K. Press. ISBN 1-873176-35-X.
- Social Ecology and Communalism, with Eirik Eiglad, AK Press, 2007

### Переведенные на русский
- Экология и революционная мысль (1964 г.) // Третий путь, № 45
- К освободительным технологиям (1965 г.)
- Послушай, марксист! (Статья Мюррея Букчина «Listen, Marxist!» была написана в 1969 м году и вошла позднее в книгу «Анархизм пост-дефицита» 1971 года: Bookchin M. Post-scarcity anarchism. — Montreal-Buffalo: Black Rose Books, 1986. P. 193—244)
- Анархия и организация. Письмо «левым» // Ситуация № 13, апрель 2006
- Либертарный муниципализм // Третий путь № 31
- Муниципализация экономики: общинная собственность
- Мы — зелёные, мы — анархисты
- Мы не можем спасти окружающую среду без перестройки общества // Третий путь № 36 (статья была написана в 1965 г. под псевдонимом Льюис Хербер)
- Некоторые аспекты стратегии и тактики в деятельности левого и экологического движения на локальном уровне в беседах с «Хранителями радуги». — Нижний Новгород: «Третий путь», 1999. — 28 с.
- Откуда мы пришли? Что мы из себя представляем? Куда мы идем? (Интервью М. Букчина журналу Kick It Over)
- Социальная экология против глубинной экологии (1987 г.)
- Спонтанность и организация, 1980.
- В защиту Земли (Defending the Earth): Диалог между М. Букчиным и Д. Форменом. (Сокращенный перевод Киевского эколого-культурного центра.) — Киев: Киевский эколого-культурный центp, 2003

- Защищая Землю (альтернативный перевод)

- Призрак анархо-синдикализма (1992 г.)
- Реконструкция общества. — Нижний Новгород: «Третий Путь», 1996. — 190 с.
- Сила разрушающая и сила созидающая // Третий Путь № 21
- Социальный анархизм или анархизм образа жизни? - Самоопределение, 2013. — 95 с.
- Фермин Сальвочеа
- Экология Свободы: Возникновение и распад иерархии (Избранные главы: Введение, Концепция социальной экологии)
- Экотопия // Газета саратовских анархистов № 5, сентябрь 1990
- Анархизм эпохи после дефицита (1968)

## О нём
- Мюррей Букчин (биографическая справка)
- Шумаков А. А. Экотопия Мюррея Букчина: утопия или реальная альтернатива?  // Вестник Северного (Арктического) федерального университета. Серия: Гуманитарные и социальные науки. 2024. Т. 24, № 1. С. 111-120.
- Биэль Дж. Революционная программа Букчина
- Зерзан Дж. Либертарный муниципализм Мюррея Букчина
- Пурчейз Г. Социальная экология, анархизм и профсоюзное движение
- Рахманинова М. Д. Социальная экология Мюррея Букчина в контексте современности: основные проблемы и векторы
- Розенберг Г. С., Розенберг А. Г., Иванов М. Н. Социальная экология М. Букчина — элемент устойчивого развития?
- Некролог М. Букчина на сайте «Автономного Действия»